# Шушу
Шушу (кат. xuixo, каталанское произношение: [ˈʃuʃu]; мн.ч. xuixos, также известно как xuxo; исп. suso) — обжаренное во фритюре цилиндрическое кондитерское изделие из города Жирона в Каталонии, посыпанное сахаром, с начинкой из каталонского крема. Крем для начинки готовят с шоколадом или другими добавками. Обычно шушус едят на завтрак или к чаю.
Десерт удостоен звания Producte de la Terra Департаментом сельского хозяйства, сельского хозяйства и рыболовства правительства Каталонии.
Предполагается, что это изделие появилось в Жироне в 1920-х годах в кондитерской Эмили Пуч (Emili Puig) на улице Корт-Рейал. Пуч увидел приготовление французских пирожных с кремовой начинкой, и это вдохновило его на создание шушу.

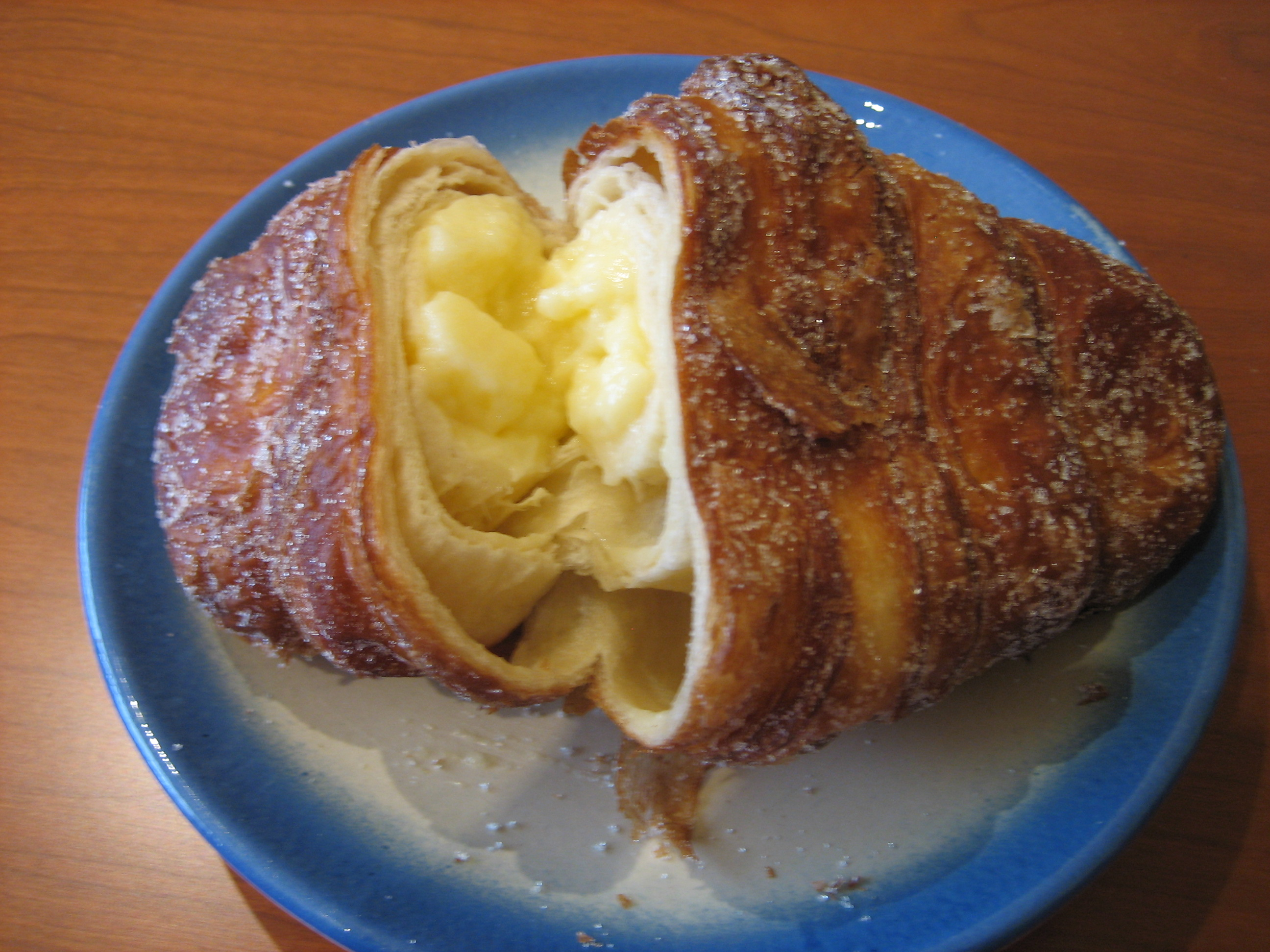
Разрезанный xuixo

Этот десерт очень популярен не только в Жироне, но и в окрестностях, его также можно найти в Таррагоне, Кастельон-де-ла-Плана и Валенсии.
Во второй половине XX века это был один из самых востребованных продуктов в xurreries (кондитерские, исп.: churrerías), а в настоящее время он продается под брендом конфет, который продаёт их с шоколадной глазурью.

## Легенда

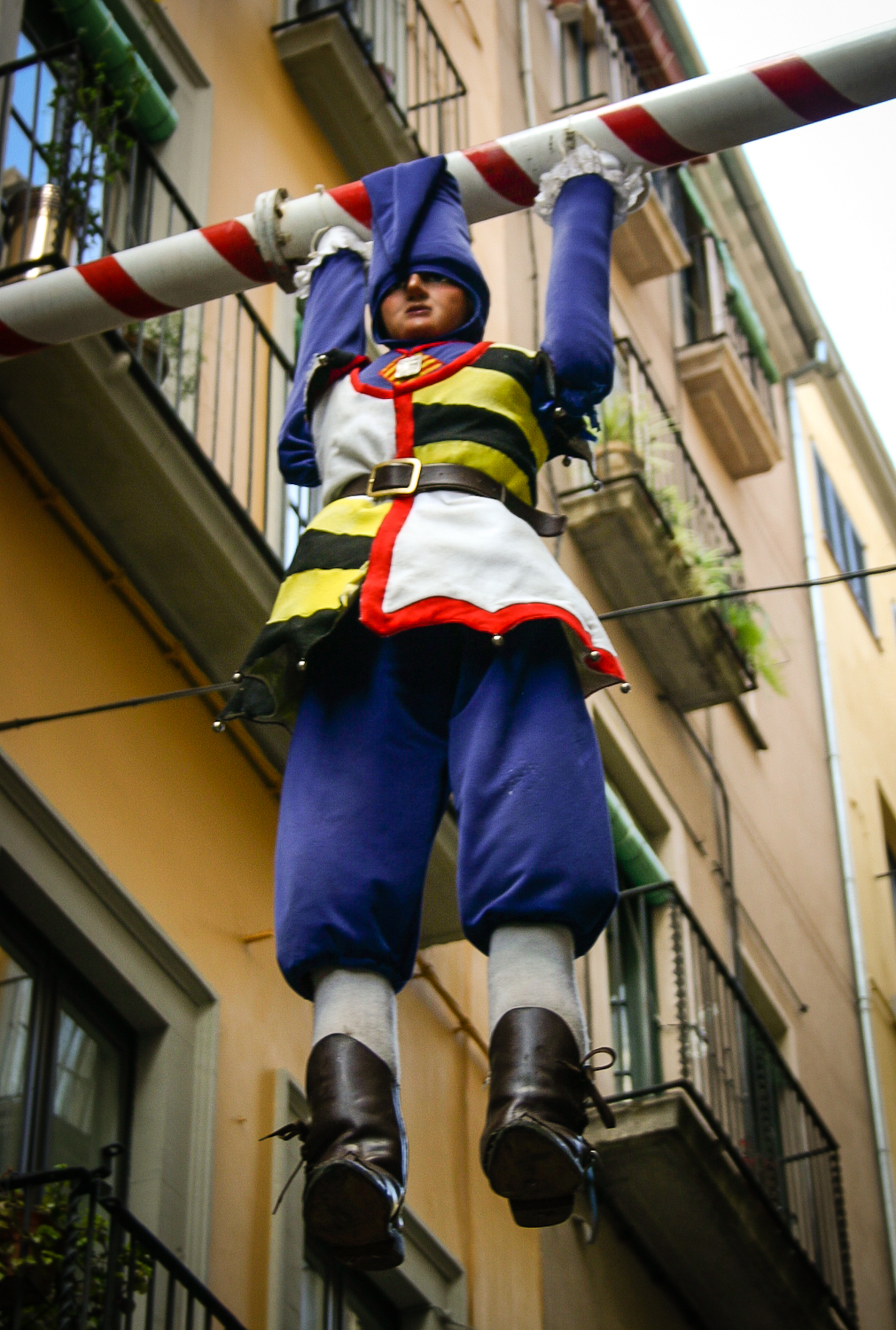
Кукла Тарла на улице Жироны

Согласно местной легенде, изобретение шушу приписывают Тарла, уличному акробату из Жироны, персонажу местного фольклора. Он развлекал горожан на жиронской улице Аргентерия, которая была закрыта на карантин во время средневековой эпидемии чумы. Молодой человек влюбился в дочь кондитера. Однажды, когда он навещал любимую девушку, появился её отец, ему пришлось спрятаться в мешке с мукой. Он чихнул (что звучит как «xuixos») и был обнаружен. Прежде чем кондитер успел разозлиться, он пообещал жениться на дочери и дать ему рецепт особой выпечки: шушу. Он назвал сладость в честь чиха, который выдал его. В настоящее время фигуру Тарла можно увидеть каждый год во время весенних праздников, когда его копию возводят на том месте, где он развлекал жителей Жироны.

## Marxa del Xuixo
Фонд Fundació Oncolliga Girona и правительство Жироны организуют народное шествие Marxa del Xuixo. Это шествие, в котором участвует вся семья, участники прогуливаются по улицам Жироны, чтобы открыть для себя городскую атмосферу и среду. После прогулки участникам раздают шушус, приготовленные советом кондитеров Жироны.